# Ramesse VI.
Ramesse VI.  byl pátým egyptským faraonem 20. dynastie. Vládl přibližně osm let a dva měsíce kolem poloviny 12. století př. n. l. Byl synem Ramesse III. a královny Isety Ta-Hemdžert. Jako princ byl znám pod jménem Ramesse Amenherchepšef a držel tituly královského písaře a generála kavalérie. Po jeho smrti převzal vládu jeho syn Ramesse VII., kterého měl s královnou Nubchesbed.
Ramesse VI. odrazil útok neznámých nájezdníků v Horním Egyptě. Za jeho vlády však pokračoval politický a ekonomický úpadek Egypta. Ztratil kontrolu nad posledními egyptskými pevnostmi v Kanaánu. Přestože pokračovala egyptská okupace v Núbii, ztráta asijských území značně narušila ekonomiku Egypta a zvýšila ceny základních komodit.
I přes ekonomické problémy pokračoval Ramesse VI. ve velkých stavebních projektech. Jeho fascinace vlastní osobou se projevovala okázalým vztyčováním svých soch. Tato posedlost šla tak daleko, že si přivlastňoval sochy a památky svých předků, ze kterých odstraňoval původní kartuše a nahrazoval je kartušemi se svým jménem. Egyptolog Amin Amer ho charakterizuje jako „krále, který si přál stát se velkým faraonem ve věku nepokojů a úpadku“. Jeho moc v Horním Egyptě postupně slábla, čehož dokázala využít vlivná rodina Ramessesnachtů, jejíž členové ovládli nejvyšší egyptské funkce.
Zemřel pravděpodobně ve čtyřiceti letech v devátém roce své vlády. Jeho hrobka KV9 leží v Údolí králů. Hrobku nicméně vyloupili vykradači hrobů a tělo zohavili. Faraonovy ostatky byly později přesunuty do hrobky Amenhotepa II., kde je roku 1898 objevil Victor Loret.

## Rodina

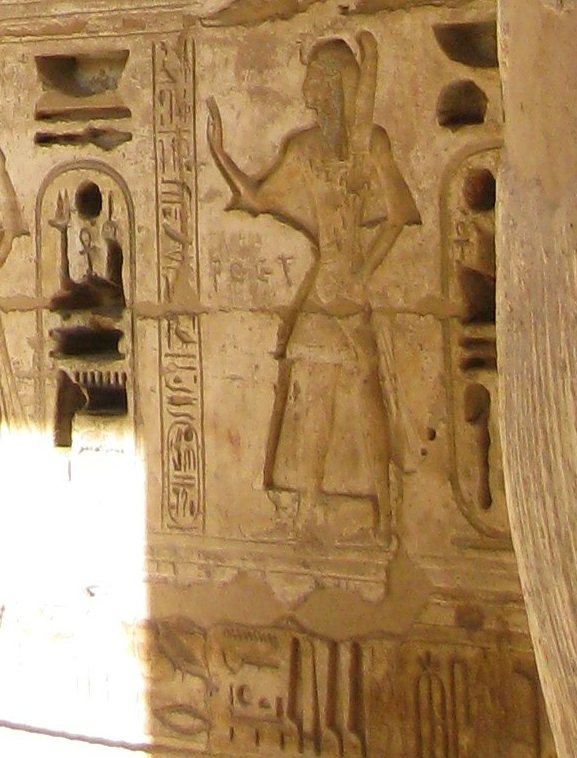
Princ Ramesse Amunherchepšef; je zobrazen na reliéfu Průvod princů v Medínit Habu

### Rodiče
Ramesse VI. byl synem faraona Ramesse III., který je považován za posledního velkého faraona z období Nové říše. Toto rodičovství je doloženo velkým reliéfem nalezeným ve sloupoví chrámu v Medínit Habu, na kterém je zobrazen Ramesse III. v doprovodu deseti princů včetně Ramesse VI., kteří vzdávají svému otci Ramessovi III. úctu. Tento reliéf je znám pod jménem Průvod princů.
V 60. a 70. letech 20. století vznikly hypotézy, že Ramesse VI. není syn Ramesse III., ale jeho vnuk a syn buď neznámého prince, nebo prince Pentawera, který se podílel na vraždě Ramesse III. Tyto hypotézy jsou však nyní definitivně zamítnuty, protože otcovství Ramesse III. dokazuje právě reliéf Průvod princů. Matkou Ramesse VI. byla pravděpodobně Iset Ta-Hemdžert, hlavní královská manželka Ramesse III., jak naznačuje nápis na dvířkách její hrobky v Údolí královen. Ramesse VI. byl v mládí jako princ znám pod jménem Ramesse Amunherchepšef; a držel tituly královského písaře a generála kavalérie.

### Děti

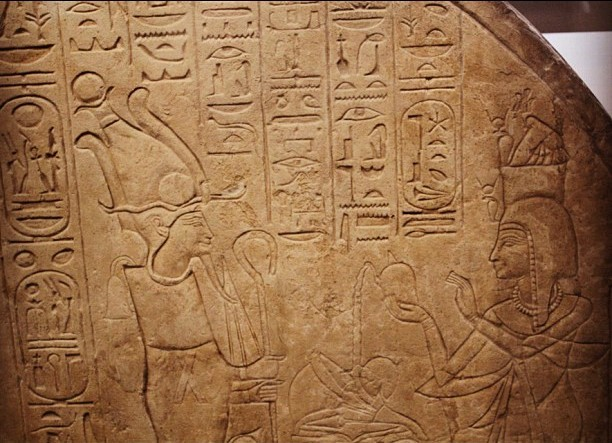
Stéla z Koptosu, která líčí jmenování dcery Ramesse VI. Iset na místo uctívačky boha Amona

Hlavní manželkou Ramesse VI. byla královna Nubchesbed. Egyptologové Aidan Dodson a Dyan Hilton uvádějí, že s Ramessem měla celkem čtyři děti: prince Amenherchepšefa, Panebenkemyta, Ramesse Itamuna (budoucí faraon Ramesse VII.) a princeznu Isetu, která vykonávala kněžské funkce „uctívačky boha Amona“ a „boží manželky boha Amona“. Obřad jejího jmenování do kněžské funkce líčí stéla nalezená v Koptosu, která rovněž dokazuje, že Isetinou matkou byla Nubchesbed.
Princ Amenherchepšef zemřel před smrtí svého otce a byl pohřben v hrobce KV13 v Údolí králů, původně postavené pro důležitého úředníka z 19. dynastie Baye.
Egyptologové James Harris, Edward Wente a Kenneth Kitchen se na základě nepřímých důkazů domnívají, že dalším synem Ramesse VI. a bratrem Ramesse VII. byl Ramesse IX. Důvodem těchto domněnek je vyobrazení Ramesse VII. a Ramesse IX. v pozici, která naznačuje, že jsou blízce příbuzní. Další indicií je skutečnost, že Ramesse IX. pojmenoval jednoho ze svých synů jménem Nebmaatre, což je také prenomen Ramesse VI.; je možné, že tímto způsobem Ramesse IX. uctil svého otce. Tuto hypotézu však zpochybnili jiní egyptologové, včetně Dodsona a Hiltona, kteří tvrdí, že Ramesse IX. byl synem prince Montuherchopšefa, a tedy synovcem Ramesse VI. Tito badatelé předkládají pro své hypotézy jiné nepřímé důkazy, zejména to, že Montuherchopšef je zobrazen v hrobce KV19, která patřila Ramessovi IX. s označením KV19. Jejich závěry podporuje i skutečnost, že matka Ramesse IX. se jmenovala Tachat a manželkou Montuherchopšefa mohla být žena shodného jména, a nelze tedy vyloučit, že se jedná o stejnou osobu.

## Vláda

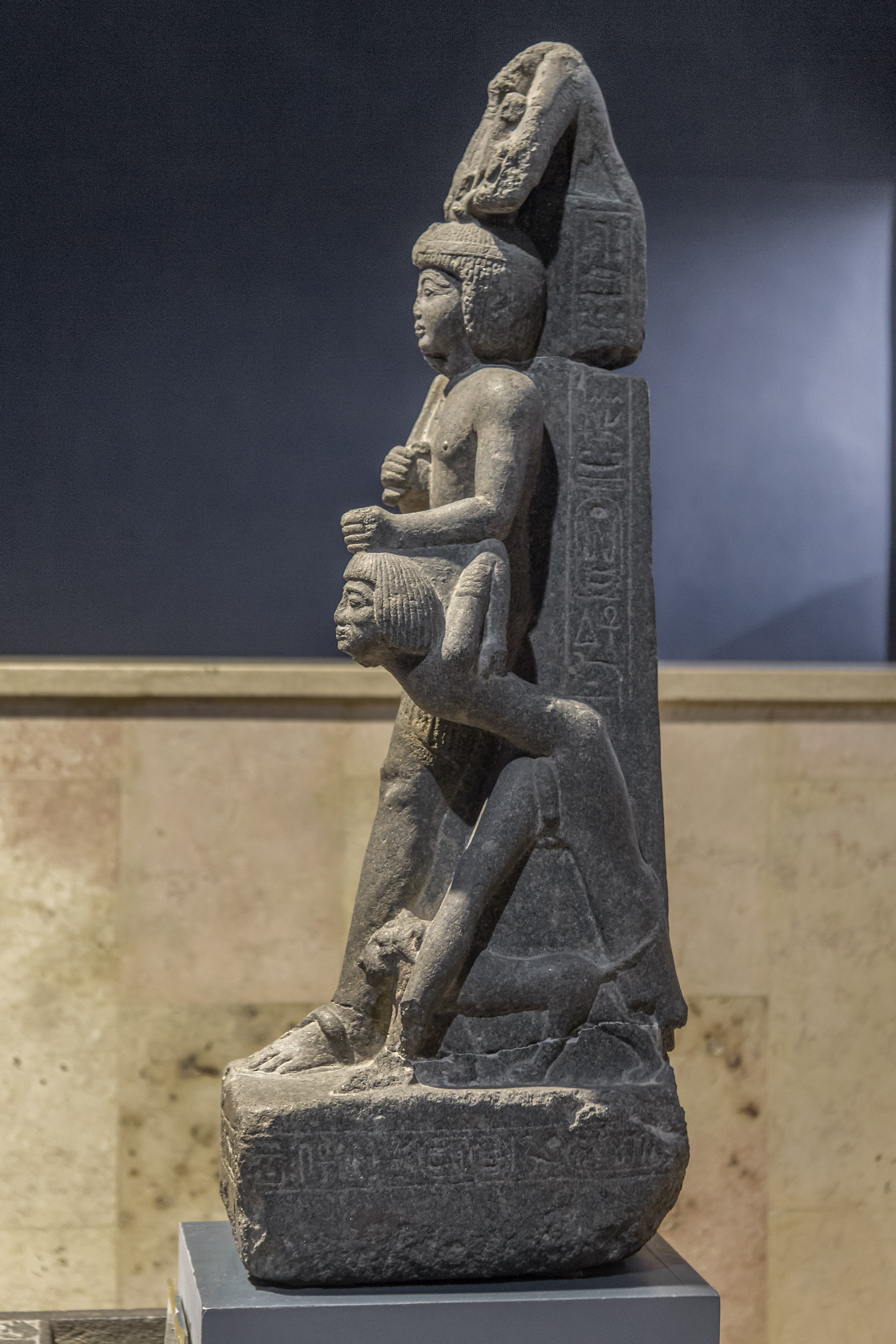
Socha Ramesse VI. z období mezi vládou Šešonka I. a Siamona, nalezená v Karnaku. Faraon drží svázaného libyjského zajatce.

### Délka vlády
Podle současného vědeckého konsenzu vládl Ramesse VI. kolem poloviny 12. století před naším letopočtem celkem osm let a dva měsíce. Shoda ale nepanuje v přesné dataci Ramessova panování. Egyptolog Steve Vinson klade jeho vládu mezi roky 1156 př. n. l. a 1149 př. n. l., zatímco podle Erika Hornunga vládl mezi lety 1145 a 1137 př. n. l., Encyclopædia Britannica uvádí vládu od roku 1145 do roku 1139 př. n. l., podle Nicolase Grimala od roku 1144 do roku 1136 př. n. l. Ian Shaw, Jacobus van Dijk a Michael Rice uvádějí jeho vládu v letech 1143 až 1136 př. n. l., Jürgen von Beckerath uvádí roky 1142 až 1134 př. n. l. a podle Aarona Burkeho vládl Ramesse VI. mezi lety 1132 a 1125 př. n. l.

### Počátky vlády
Ramesse VI. nastoupil na trůn po smrti svého synovce Ramesse V., který zemřel pravděpodobně na neštovice. Jeho sídelním městem byl Mennofer. Po svém nástupu na trůn faraon navštívil Veset, aby se zúčastnil každoroční slavnosti na uctění bohů Amona, Mut a Chonse. Situace na jihu Egypta nebyla v době jeho nástupu zcela stabilní. V pramenech je uváděno, že kvůli ohrožení blíže nespecifikovaným nepřítelem nemohli dělníci v Dér el-Bahrí pracovat na královské hrobce Ramesse V. Tento nepřítel krutě drancoval oblast Per-Nebyt a vesetský vezír Medžaje nařídil dělníkům, aby přerušili práce. Není jasné, kdo byli tito nepřátelé. Mohlo se jednat o libyjský kmen Mešveš, egyptské bandity, nebo jak se domníval egyptolog Jaroslav Černý, šlo o občanskou válku mezi stoupenci Ramesse V. a Ramesse VI. Tuto hypotézu podpořil Rice, zatímco Kitchen, Grimal a van Dijk ji odmítli. Je pravděpodobné, že brzy poté následovala vojenská kampaň. Od druhého roku Ramessovy vlády se zdá, že tyto nepokoje ustaly. Socha z období mezi vládou Šešonka I. a Siamona nalezená v Karnaku ukazuje Ramesse VI., jak drží svázaného libyjského zajatce, a zdá se, že se jedná o vyobrazení tohoto konfliktu.

### Pozdější vláda

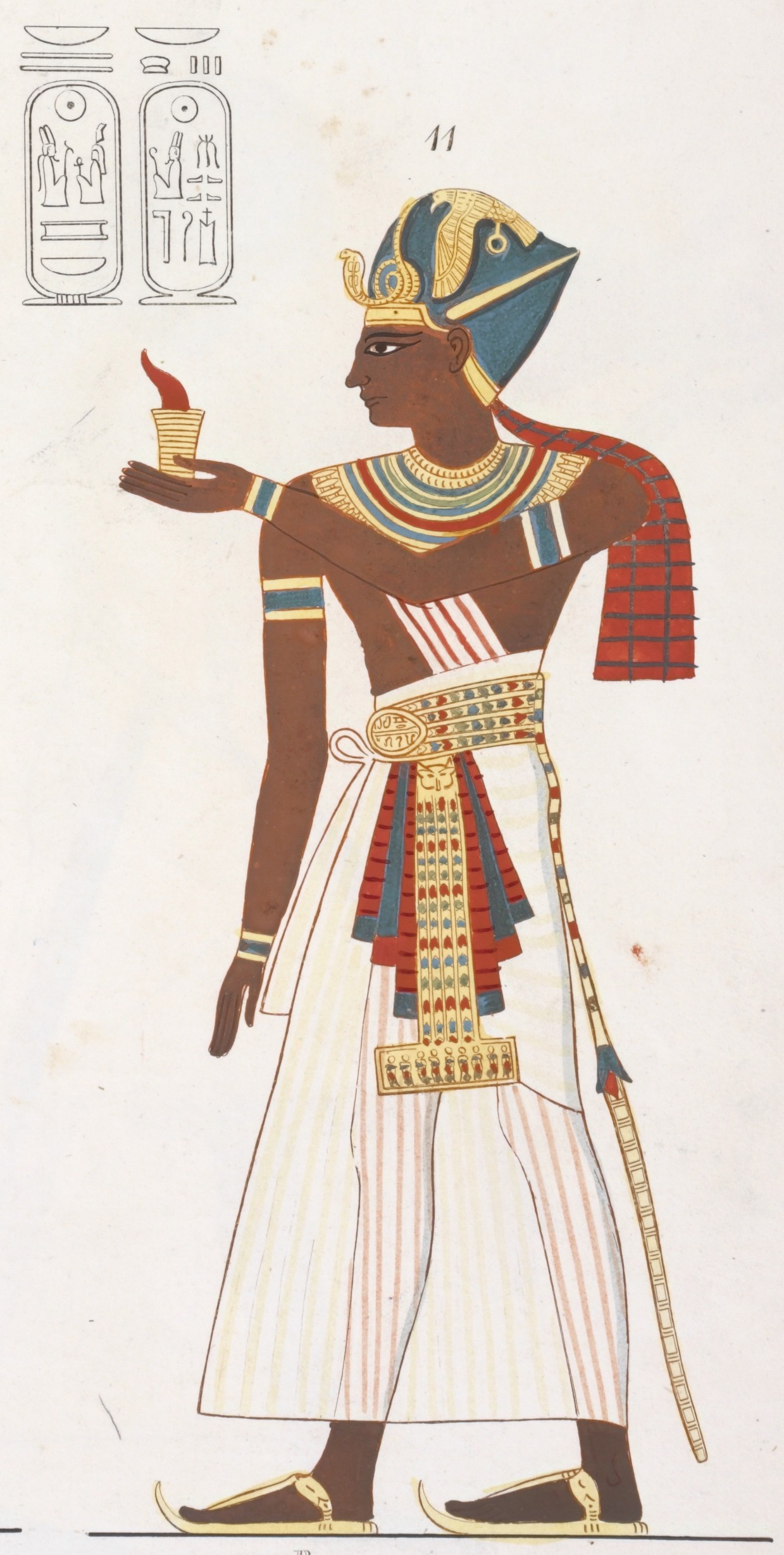
Portrét Ramesse VI. nalezený v jeho hrobce

Po uklidnění situace v Horním Egyptě následovalo konečné pohřbení Ramesse V. v zatím neidentifikované hrobce v Údolí králů. Při této příležitosti Ramesse VI. znovu navštívil Veset, aby v přítomnosti své matky, vezíra Nehyho a dalších soudních úředníků jmenoval svoji dceru Iset do kněžské role „uctívačky boha Amona“ a „boží manželky boha Amona“. Téhož roku faraon nařídil snížit počet dělníků na královských hrobkách ve vesnici Dér el-Medíně ze 120 na 60. Komunita dělníků v Dér el-Medíně se i nadále postupně zmenšovala, až byla osada za vlády 21. dynastie zcela opuštěna. Navzdory této redukci počtu dělníků nařídil Ramesse VI. výstavbu šesti hrobek v Údolí královen a urychlení výstavby hrobky Ramessovy matky Iset Ta-Hemžert. Není známo, zda se podařilo tyto hrobky dokončit, ale v každém případě dnes nejsou identifikovatelné.
Ramesse VI. během své vlády intenzivně vytvářel kult své osobnosti. Za tímto účelem nechal vztyčit mnoho svých soch, z nichž nejznámější byla umístěna v Hathořině chrámu v Dér el-Medíně, nazvaná „Pán dvou zemí, Nebmaatre Meryamon, Reův syn, Pán korun, Ramesse Amunherchepšef; Božský vůdce z Iunu, Milovaný jako Amon“. Úplný popis této sochy je uveden na zadní straně turínské papyrové mapy. Socha vyrobená ze dvou druhů malovaného dřeva a z hlíny zobrazovala faraona se zlatou bederní roušku, korunou z lapisu lazuli, zlatým ureem a se sandály z elektra. Kromě soch je Ramesse VI. zmíněn na mnoha reliéfech, nápisech a drobných nálezech z Karnaku, Koptosu i Iunu. Nápis na žulové bráně Ptahova chrámu v Mennoferu tvrdí, že nechal vztyčit velký obelisk z hladkého kamene. Ramesse VI. se pyšnil, že „je celá země poseta velkými stavbami na počest otců a bohů, postavenými jeho jménem“.
V důsledku ztráty asijských území se během vlády Ramesse VI. prudce zvýšily ceny základních komodit, zejména obilí. Na zhoršující se ekonomické poměry faraon kupodivu zareagoval tak, že se uchýlil k přivlastňování soch a památek svých předků, ze kterých odstraňoval původní kartuše a nahrazoval je kartušemi se svým jménem. Nejznámější případy takových falzifikací jsou u soch Ramesse IV. v Karnaku a Luxoru, u sloupců textů napsaných Ramessem IV. na obelisku Thutmose IV. v Karnaku a u textů v hrobce Ramesse V. Podle všeho se však nejednalo o pokus o vymazání Ramessových předků z historie. Dokládá to například kartuše v chrámu Medínit Habu, kde se nachází kartuše Ramesse IV. v těsné blízkosti kartuše Ramesse VI. Ve svém počínání nebyl faraon příliš důkladný a zaměřoval se pouze na nejvýznamnější a nejviditelnější místa. Smyslem jeho počínání tak zřejmě bylo pouze upevňování vlastního majestátu.
Egyptolog Amin Amer charakterizuje Ramesse VI. jako „krále, který se chtěl stát velkým faraonem ve věku nepokojů a úpadku“.

### Vlivné osobnosti

#### Významní úředníci
Z doby vlády Ramesse VI. je známo několik významných úředníků. Funkci ministra financí a dozorce pokladnice zastával Montuemtawy, který v úřadu působil od konce vlády Ramesse III. Vezír Neferronpe byl do funkce instalován po nástupu Ramesse IV. na trůn, později i jeho syn Nehy byl vezírem. Dále jsou známi starosta Vesetu a královský komorník Qedren, velitel vojsk v jižním Egyptě Nebmarenachte, správce Wawatu nebo Penne, správce Horova chrámu v Derru a starosta Anîby“.

#### Rodina Ramessesnacht

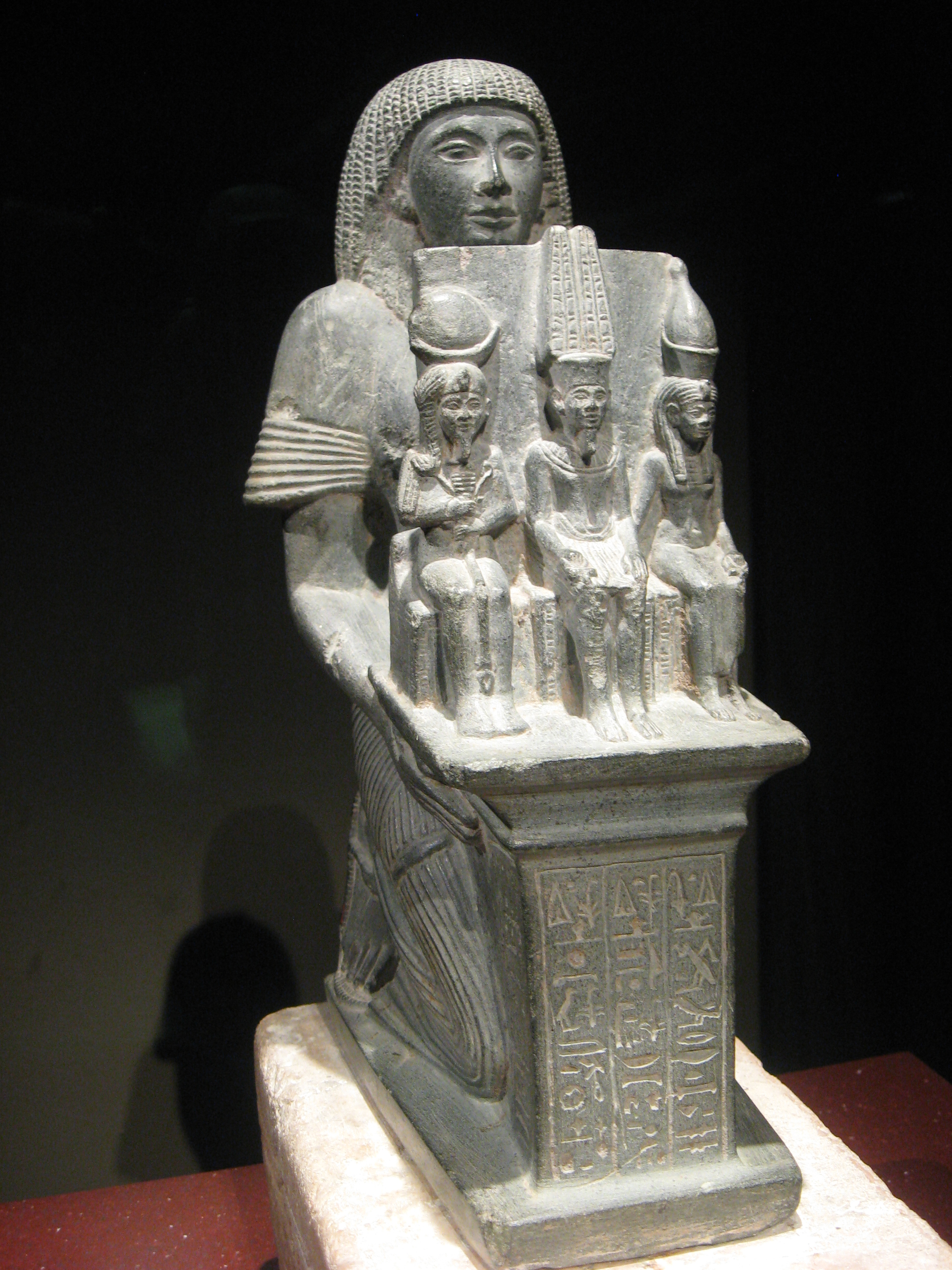
Socha Ramessesnachta, nejvyššího kněze boha Amona během vlády Ramesse VI., vystavená v Egyptském muzeu v Káhiře

Veset a celý Horní Egypt byl za vlády Ramesse VI. pod vlivem bohaté a mocné rodiny Ramessesnachtů. Sám Ramessesnacht zastával funkci nejvyššího kněze boha Amona a jeho otec Merybaste měl kontrolu nad mnoha finančními institucemi v Egyptě. Moc rodiny rostla na úkor faraona, a jak uvádí egyptolog Daniel Polz, „Ramessesnacht a jeho příbuzní byli na konci dvacáté dynastie nejmocnějšími lidmi v Egyptě“, jejich činnost však nemířila proti faraonovým zájmům. Ramessesnacht se často účastnil distribuce zásob pro dělníky a také řídil činnosti spojené s výstavbou královské hrobky, kterou pokladna nejvyššího kněze boha Amona zčásti financovala. Ramessesnachtův syn Usermarenachte získal funkci Amonova správce a stal se majitelem velkých pozemků ve středním Egyptě. Po Merybasteovi zdědil také funkci správce daní země, zajistil, aby Ramessesnachtova rodina měla úplnou kontrolu jak nad královskou pokladnou, tak nad pokladnicí knězů boha Amona. Další vysoké úřady jako „druhý a třetí kněz boha Amona“ nebo funkce „boží otec Amona“ ovládli lidé, kteří se do rodiny Ramesesnachtových přiženili.
Ramessesnacht byl natolik mocný, že si pro sebe postavil jednu z největších hrobek z celé thébské nekropole. Aby ukázal své politické a ekonomické postavení, obnovil také při stavbě svého památníku v Dra Abú el-Naga budovu ze sedmnácté nebo osmnácté dynastie. Egyptologové tvrdí, že Ramessesnacht a jeho dynastie v podstatě vytvořili druhé středisko moci v Horním Egyptě.

### Egyptský vliv vzahraničí

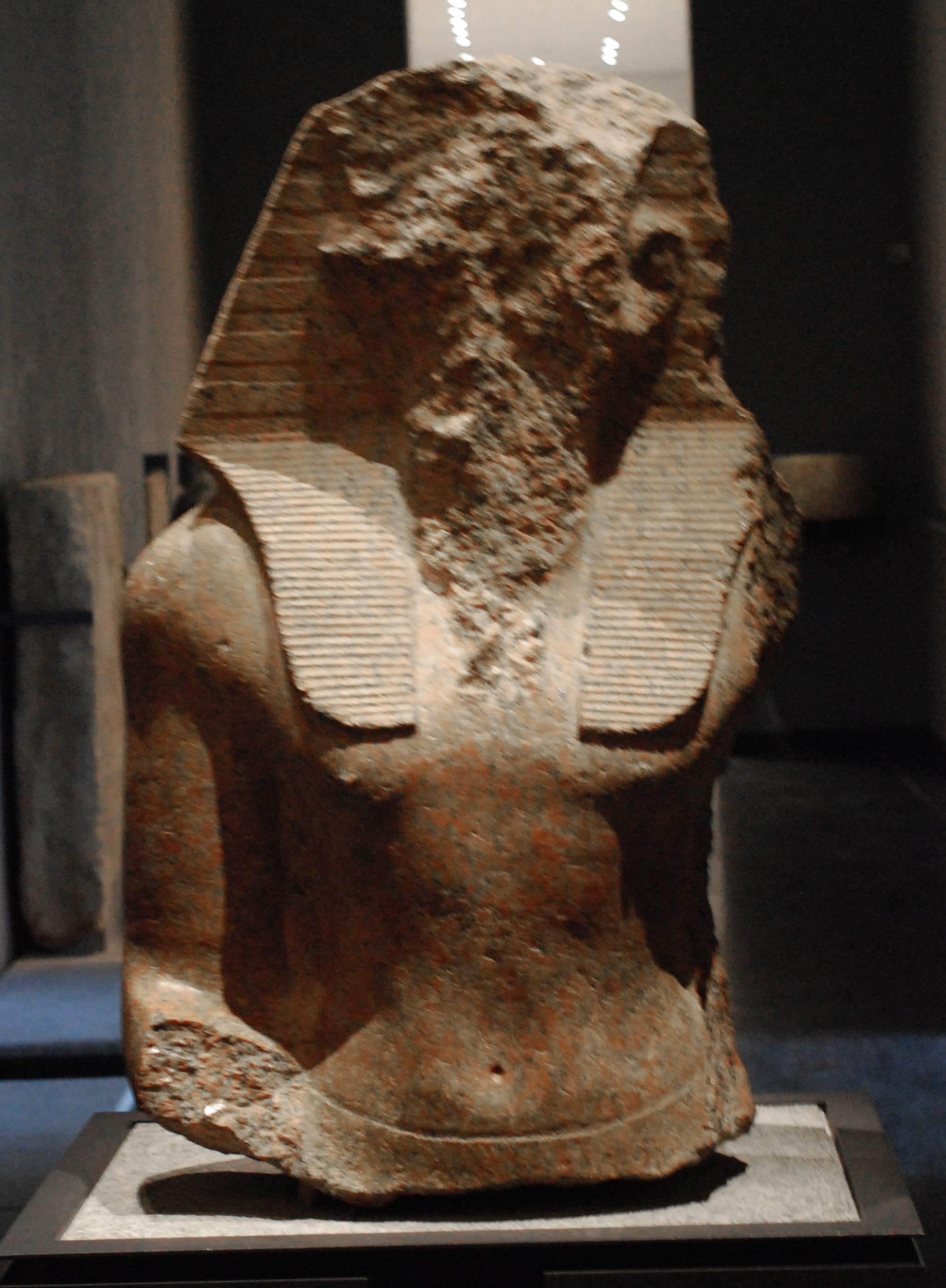
Tato poškozená busta Ramesse VI. je vystavena v Muzeu výtvarných umění v Lyonu

Ramesse VI. je poslední král z období Nové říše, jehož jméno je uvedeno na fragmentech zdí a dvou pilířů Hathořina chrámu v Serabit el-Chadim na Sinaji, kam faraon posílal výpravy pro měděnou rudu.
Egypt v době vlády Ramesse VI. pravděpodobně ještě ovládal Levantu, nebo zde měl alespoň značný vliv. Svědčí o tom nález roztříštěné bronzové sochy Ramesse VI. objevené v Megidu v Kanaánu a jeho skarab nalezený v Alachu na pobřeží jižní Anatolie.
Egypťané ztratili vliv v Kanaánu pravděpodobně ještě během vlády Ramesse VI. nebo krátce po jeho smrti. Egyptské posádky začaly za vlády Ramesse VI. opouštět Palestinu a vracet se do egyptských přístavů. Odpůrci egyptské nadvlády byli především dělníci z místních dolů, pravděpodobně pocházející z kanaánských měst.
Situace v Núbii byla za vlády Ramesse VI. zřejmě stabilní. Větší komplikace v tomto regionu Egypťané nemohli připustit kvůli jeho ekonomickému významu, ale také díky značné promíšenosti egyptských přistěhovalců s místním obyvatelstvem. Na Seheilu poblíž Asuánu a v chrámu Ramesse II. ve Vádí es-Sebua byly nalezeny kartuše se jménem Ramesse VI. Faraon je rovněž zmíněn v hrobce Penneho v Aníbě nedaleko od třetího nilského kataraktu. Penne se zmiňuje o vojenských trestných výpravách dále na jih od Núbie.

## Hrobka KV9
Ramesse VI. byl pohřben v Údolí králů v hrobce známé pod označením KV9. Hrobka byla nejprve vystavěna pro Ramesse V., který byl později pohřben v jiné, zatím neidentifikované hrobce. Ramesse VI. přikázal hrobku KV9 zrenovovat jen pro něj, aniž zde mělo zůstat místo pro ostatky Ramesse V., který byl trvale pohřben až dva roky po nástupu Ramesse VI. na trůn.
Za vlády Ramesse XI. hrobku KV9 znesvětili a vyplenili vykradači hrobů. Ramessova mumie byla následně za vlády Pinodžema (1078–1062) přesunuta do hrobky KV35 faraona Amenhotepa II., kde ji v roce 1898 objevil Victor Loret. Výzkumy mumie ukázaly, že Ramesse VI. zemřel ve věku kolem čtyřiceti let. Mumie byla v době nálezu vážně poškozena, hlava i trup byly rozděleny na několik kusů sekerou používanou vykradači hrobů.
V roce 1898 hrobku KV9 prohledal Georges Daressy, který zde nalezl fragmenty velké žulové skříňky a také více než 250 fragmentů kamenného sarkofágu Ramesse VI. Sarkofág byl po dvou letech práce roku 2004 obnoven. Tvář sarkofágu je dnes vystavena v Britském muzeu. Zahi Hawass, tehdejší generální tajemník Nejvyšší rady pro památky Egypta, neúspěšně žádal o návrat tváře sarkofágu z Britského muzea do Egypta.

## Jméno a královské tituly
Ramesse VI. je někdy také nazýván jako Rameses VI., Ramesses VI. nebo jako Ramses VI., což jsou řecké podoby téhož jména.
| N5 | C12 | F31 | O34 · O34 | R8 | S38 | O28 |

| N5 | C12 | F31 | O34 · O34 | R8 | S38 | O28 |

|                |     |     |           |
| \| \| \| \| \| |     |     |           |
|                |     |     |           |
| N5             | C12 | C10 | N36 · V30 |

| N5 | C12 | C10 | N36 · V30 |

|                |     |     |           |
| \| \| \| \| \| |     |     |           |
|                |     |     |           |
| N5             | C12 | C10 | N36 · V30 |

| N5 | C12 | C10 | N36 · V30 |

|                |     |     |           |
| \| \| \| \| \| |     |     |           |
|                |     |     |           |
| N5             | C12 | C10 | N36 · V30 |

| N5 | C12 | C10 | N36 · V30 |

|                |     |     |           |
| \| \| \| \| \| |     |     |           |
|                |     |     |           |
| N5             | C12 | C10 | N36 · V30 |

| N5 | C12 | C10 | N36 · V30 |

| E1 · D43 | O29 · D36 | Y1 · N35 | M3 · Aa1 · X1 | D43 · Z2 | S29 | S34 | N19 |

| E1 · D43 | O29 · D36 | Y1 · N35 | M3 · Aa1 · X1 | D43 · Z2 | S29 | S34 | N19 |

| F12 | S29 | T16 · O4 | D46 · Y1 · D43 | I8 · Z2 |

| F12 | S29 | T16 · O4 | D46 · Y1 · D43 | I8 · Z2 |

| F12 | S29 | M4 · M4 · M4 | W19 | N17 · V13 | M22 | M22 | N35 · N35 |

| F12 | S29 | M4 · M4 · M4 | W19 | N17 · V13 | M22 | M22 | N35 · N35 |

## Galerie

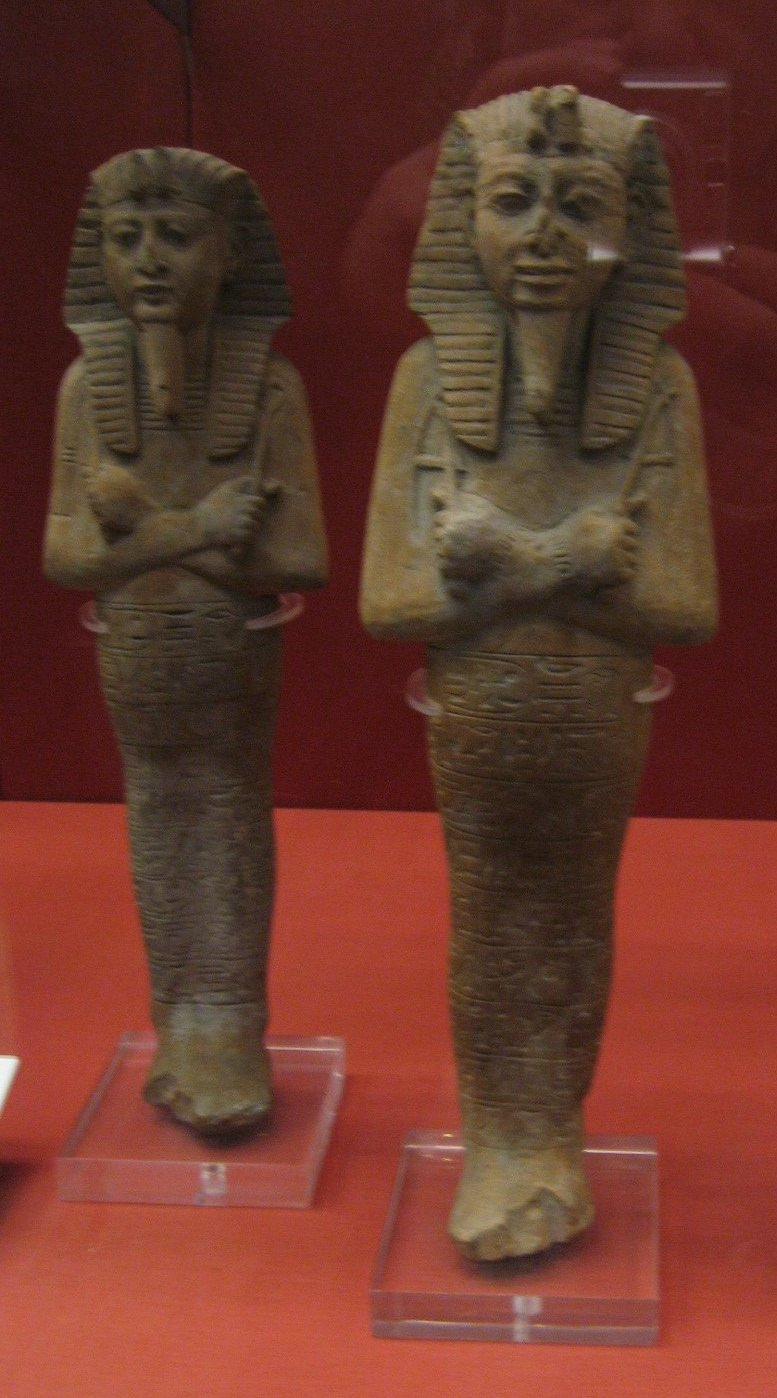
Vešebty z hrobky Ramesse VI. v Britském muzeu
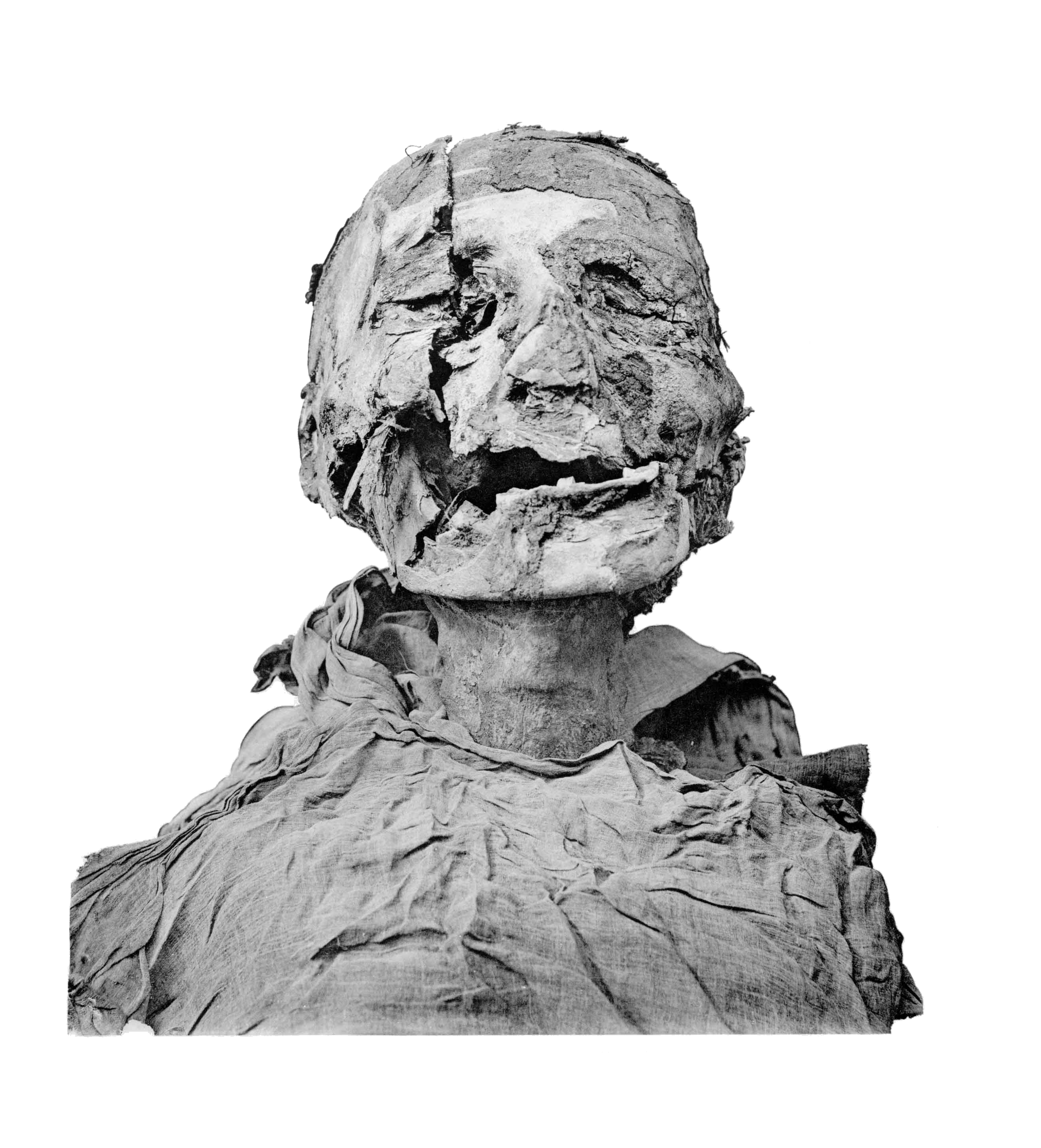
Mumie Ramesse VI. poškozená vykradači hrobů